# Moji stari starši, moji starši in jaz
Moji stari starši, moji starši in jaz je oljna slika mehiške umetnice Fride Kahlo.
Družinska slika je kot družinsko drevo, kjer lahko vidimo portrete prednikov Fride Kahlo in tudi njen avtoportret v otroštvu. Zdi se, da deklica Frida drži svoje prednike, kot bi bili baloni. Kompleksno simboliko slike Moji stari starši, moji starši in jaz, poznamo skozi slikarkine lastne razlage.

## Opis
Družina mehiške umetnice je bila mešanica Judov, Nemcev, Indijancev, Špancev. Leta 1936, ko je nastala ta slika, so v Nemčiji veljali nürnberški zakoni, ki so prepovedovali medrasne poroke. Frida, nemške krvi po očetovi strani, zelo jasno pove, kako ponosna je, da je mešanka.
Zgoraj so stari starši. Na levi sta stara mati Indijanka in stari oče Španec, ki sta imela Matildo, Fridino mamo. Pod njima vidimo puščavsko in hribovito pokrajino, nato v ospredju levo kaktuse, med katerimi so nekateri cvetoči. Na desni sta stara starša Guillerma Kahla, Fridinega očeta, oba Nemca judovskega porekla. Dedek je zelo svetlolas, ima modre oči. Nosi zalizce in brke po evropski modi svojega časa. Njegova žena je rjavolasa, pričesko pa oblikovano v naglavnimi trakovi. Zdi se, da oba pripadata meščanskemu okolju. Povezana sta z morsko pokrajino, ki simbolizira morje in njihov daljni evropski izvor. Starša spominjata na njun poročni dan, kar dokazuje bela obleka njene matere, njena krona iz rož in rože, ki jih nosi na levi strani svojega steznika. Umetnica je na podlagi fotografije, posnete tistega dne, tudi predstavila svoje starše. Očitno je, da je Kahlo za portret svojih starih staršev uporabila družinske fotografije. Zato ima naiven in nadrealističen videz.
Frida se naslika pod vsemi, z nogami zasidranimi v svojem domu, Modri hiši, gola in v roki drži rdeče trakove, ki jo povezujejo z njenim rodom. Rdeča pentlja povezuje Frido z njenimi starimi starši, da pokaže ponos, ki ga Frida čuti, ker je deklica mestic. Pojavi pa se tudi kot plod v materinem trebuhu in če dobro pogledamo, tudi pri spočetju, ko semenčica prodre v jajčece.
Vse to sredi mehiške pokrajine, s svojo puščavo, gorami, oceanom, kaktusi (eden od njih ima cvet, ki oprašuje njegovo seme).

## Interpretacija
Frida Kahlo je to sliko naslikala kmalu po tem, ko je Hitler v Nürnbergu prepovedal medrasne poroke. Tako kot so nacisti uporabljali družinska drevesa, da bi dokazali čistost svoje krvi, Frida to uporablja, da trdi, da je mešanega izvora.
Umetnica je predstavljena trikrat. Prvič v obliki jajčeca in semenčice, v času oploditve (levo spodaj); drugič kot plod v materinem trebuhu; tretjič pa kot deklica, na terasi Modre hiše v Coyoacánu, kjer je živela praktično vse življenje. Pomen, ki ga imajo okna, poudarja odprtost v svet, vendar se zdi, da so zelo debele stene, oblika hiše in njene ravne linije tudi zaščitni zid, ki zeleno naravo vključuje v svoje okolje: ta kraj otroštva je sreča, ki ji moramo pobegniti.